# Éléonore le Despenser
Éléonore le Despenser (vers 1319 – avant le 15 février 1351) est une religieuse anglaise du XIVe siècle.

## Biographie
Née aux alentours de 1319, Éléonore le Despenser est probablement le septième enfant d'Hugues le Despenser, 1er baron le Despenser, et d'Éléonore de Clare, 6e dame de Glamorgan et nièce du roi Édouard II d'Angleterre. Elle se trouve ainsi être une arrière-petite-fille du roi Édouard Ier. Au moment de sa naissance, le père d'Éléonore est le favori du roi Édouard II et dispose d'une immense influence à la cour, qui le fait pourtant entrer en conflit avec Isabelle de France, l'épouse d'Édouard, et le reste du baronnage anglais. Éléonore est élevée pendant son enfance auprès de ses cousines Aliénor de Woodstock et Jeanne de la Tour, les deux filles d'Édouard II. Avant juillet 1325, elle est fiancée au jeune Lawrence Hastings, qui sera plus tard titré comte de Pembroke.
Le 24 novembre 1326, quelques jours après l'arrestation d'Édouard II par les soldats d'Isabelle, Hugues le Despenser est exécuté pour haute trahison sur ordre de la reine, tandis qu'Éléonore de Clare est enfermée à la Tour de Londres avec certains de ses fils. Puis, le 1er janvier 1327, Éléonore le Despenser est cloîtrée au prieuré de Sempringham, dans le Lincolnshire, sur ordre d'Isabelle : « De même [à savoir qu'elle soit admise et voilée sans délai, qu'elle demeure pour toujours sous l'ordre et l'habit régulier de cette maison et qu'elle fasse profession aussi vite que possible dans les mêmes conditions] pour le prieur et le couvent de Sempryngham, pour Éléonore, fille dudit Hugues [le Despenser]. Ordre de faire admettre et voiler dans [ladite maison] Éléonore [...] et de [la] faire professer aussi rapidement que possible. » Un ordre similaire concerne sa sœur Margaret, envoyée au couvent de Watton, dans le Yorkshire. Seules deux filles d'Hugues le Despenser échappent à ce sort : Isabelle, déjà mariée à Richard FitzAlan, et Élisabeth, en raison de son très jeune âge.
L'émission d'un tel ordre de la part d'Isabelle survient alors que le sort d'Édouard II — qui sera déposé quelques semaines plus tard et n'est en aucun cas concerné dans la réclusion d'Éléonore le Despenser — est encore incertain. L'historienne Frances Underhill pense que cet ordre a été donné afin d'empêcher les filles d'Hugues le Despenser et d'Éléonore de Clare de transmettre la fortune de leurs parents, mais étant donné que le couple a alors quatre fils, leurs chances d'hériter quoi que ce soit sont alors très réduites. De plus, la totalité des titres et possessions d'Hugues a été confisquée à sa mort. En réalité, il apparaît plus probable qu'une telle décision reflète la vindicte de la reine Isabelle envers la famille le Despenser. Éléonore le Despenser passe ainsi le reste de son existence recluse à Sempringham et reçoit en 1337 du roi Édouard III un revenu annuel de 20 livres. Le 15 février 1351, un document royal précise que sa sœur aînée Jeanne est récemment décédée. Mais comme il est prouvé que Jeanne n'est morte qu'en 1384, il semble qu'il y a eu confusion entre les deux sœurs et qu'Éléonore est morte avant le 15 février 1351.